# Conus coronatus
Espèce
Synonymes
- Conus coronalis Roding, 1798
- Conus minimus var. condoriana Crosse & Fischer, 1864
- Conus parvus Gebauer, 1802
- Cucullus coronalis Röding, 1798
- Miliariconus coronatus (Gmelin, 1791)

Statut de conservation UICN

 LC  : Préoccupation mineure
Conus coronatus est un mollusque gastéropode marin appartenant à la famille des Conidae.

## Description
- Taille : 2 cm.

## Galerie

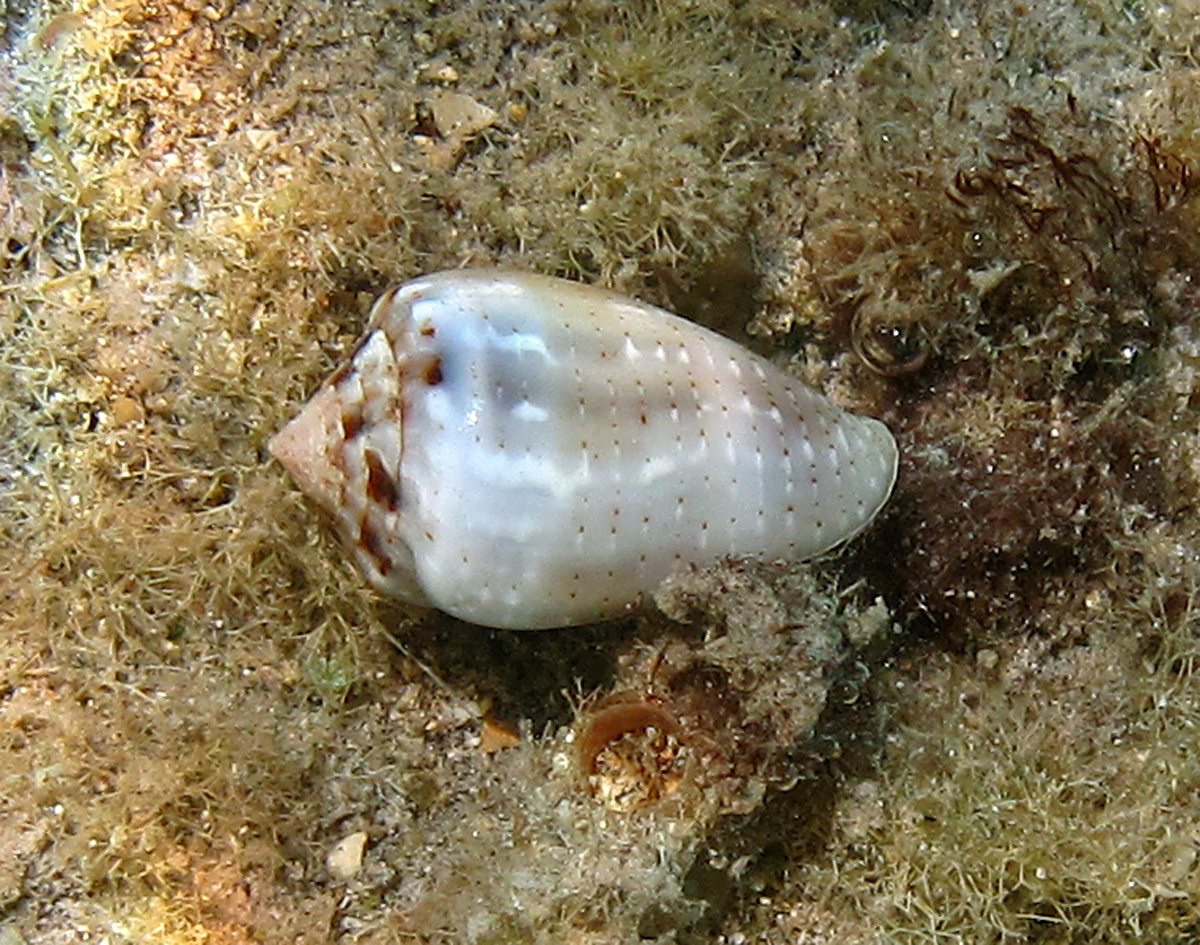
Spécimen vivant à La Réunion
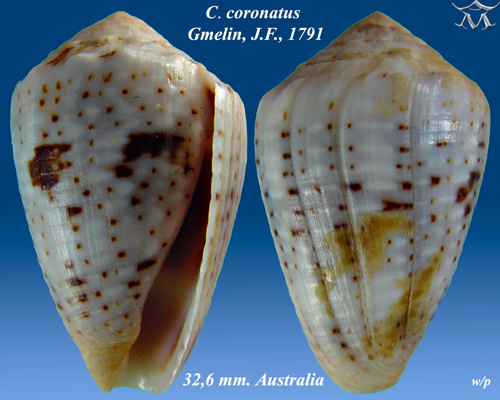
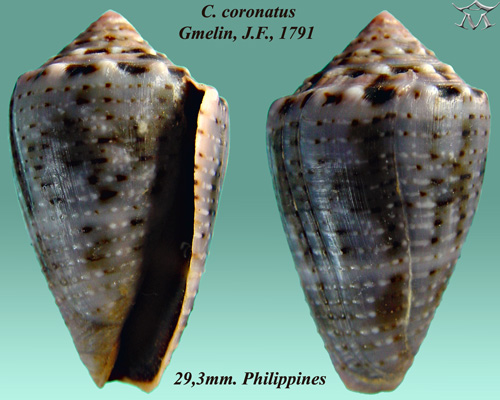
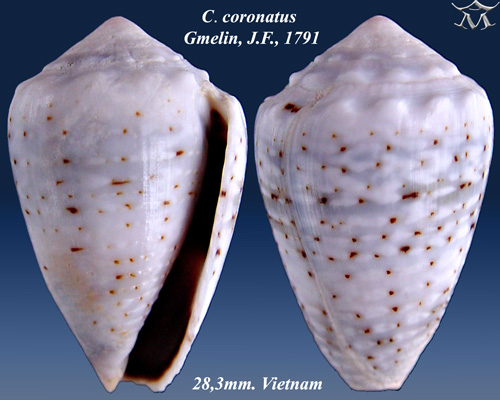
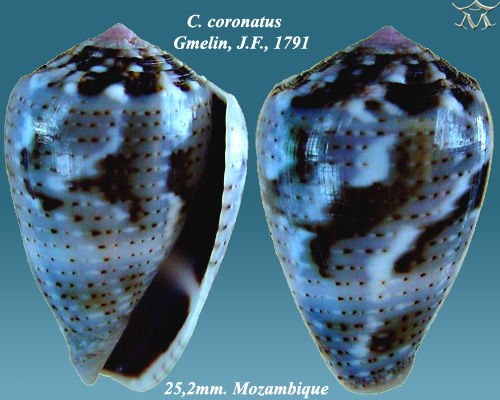

## Répartition
Océans Indien et Pacifique.